# 打惱路玄天上帝廟

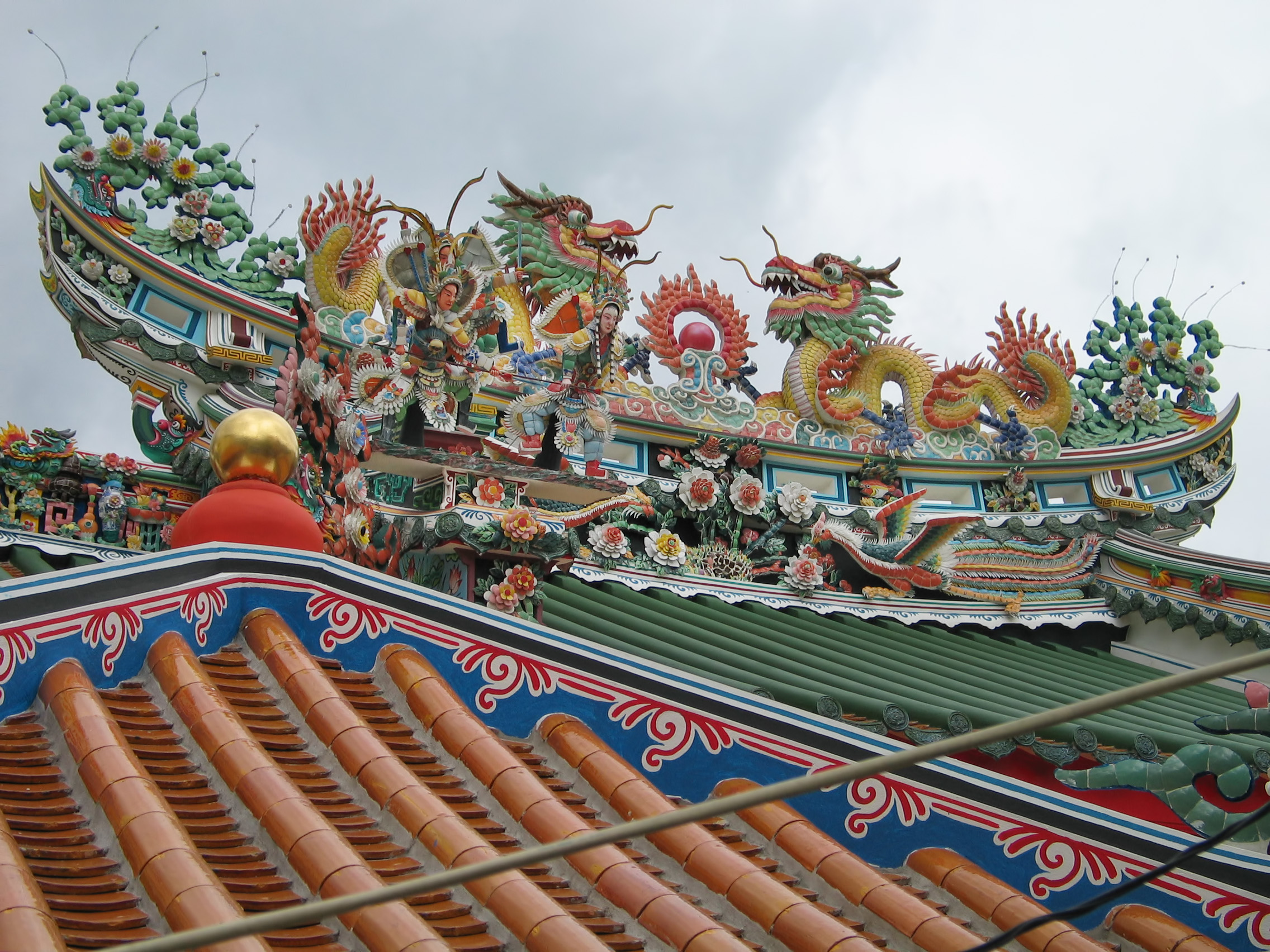
屋脊的剪瓷雕

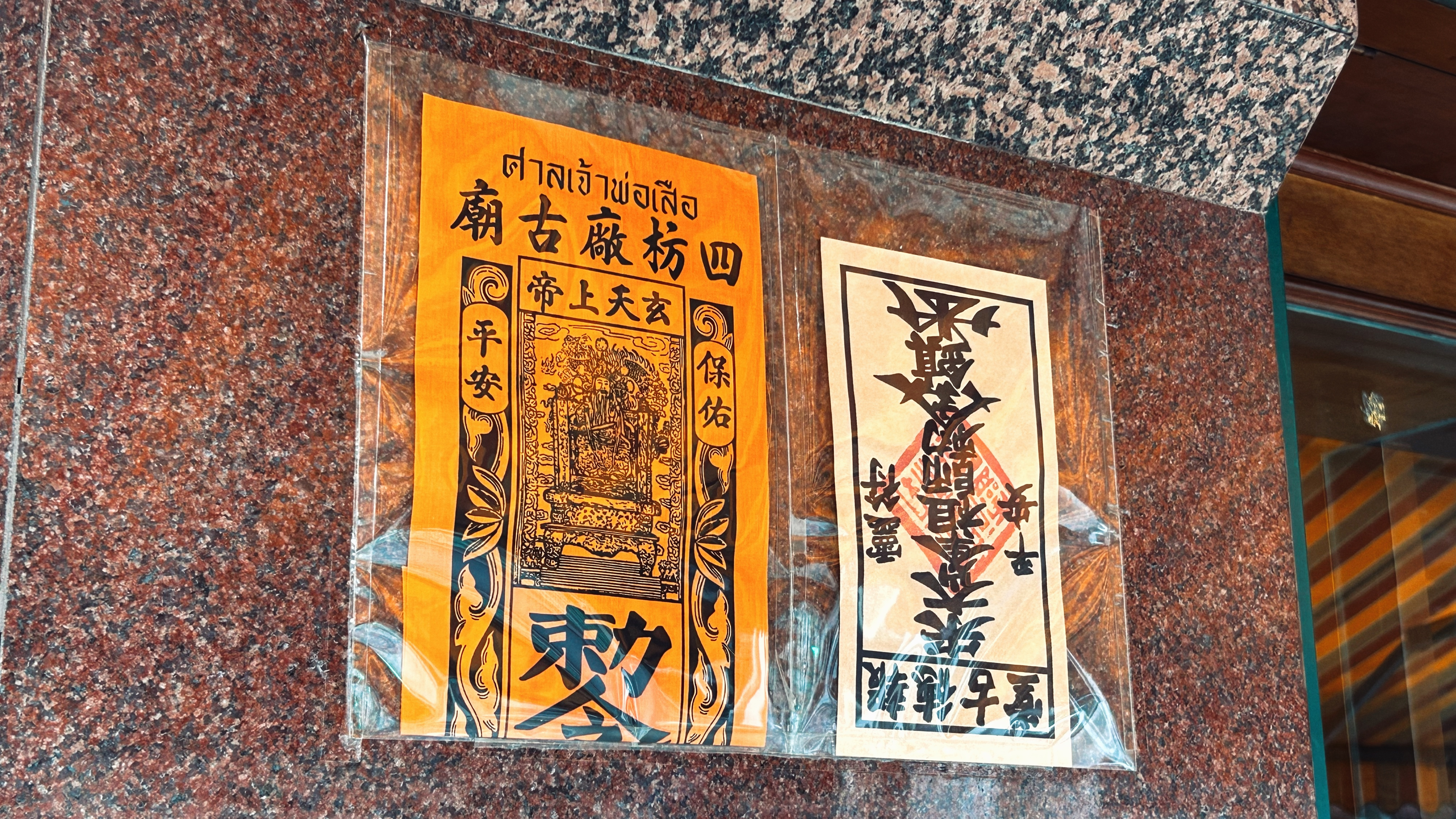
曼谷一些店铺外墻貼有來自四枋廠古廟的符箓

打惱路玄天上帝廟，泰语称虎神庙（泰語： San Chaopho Suea，音译为讪昭社），又称四枋廠古廟、四枋廠大老爷宫，位於泰國曼谷拍那空縣打惱路（又名四枋廠），在暹羅君主拉瑪五世的年代，由於擴闊馬路，把原本位於班龙孟路的道觀，遷移到拉瑪五世捐出的現址。

## 建築
全棟中國建築風格，木制的屋頂遍布歷史故事的雕塑，橫匾：「聖壽無疆」；對聯：「玄通天地風調雨順；帝並山河國泰民安。」供奉玄天上帝、關聖帝君及天后聖母，主要的穹蒼頂為金漆木刻雕塑有龍、魚、葫蘆、書籍及劍。玄天上帝誕（農曆三月）、錢幣鑄造儀式及水燈節均有大型活動。許多華人在這裡參拜，他們以鮮花及花環作貢品，相鄰的街巷盡是銷售攤檔。

## 開放時間
- 早上6:00至晚上6:00

## 公共交通
- 公共汽車：10、12、19、35、42、56及92。